# اروین فاکای
اروین فاکای (آلبانیایی: Ervin Fakaj؛ زادهٔ ۱۵ ژوئن ۱۹۷۶) بازیکن فوتبال اهل آلبانی بود.
از باشگاه‌هایی که در آن بازی کرده‌است می‌توان به باشگاه فوتبال پارتیزانی تیرانا، باشگاه فوتبال انوسیس نئون پارالیمنی، باشگاه فوتبال هانوفر ۹۶، باشگاه فوتبال دویسبورگ، باشگاه فوتبال خنک، و باشگاه فوتبال تیرانا اشاره کرد.
وی همچنین در تیم ملی فوتبال آلبانی بازی کرده‌است.